# 産土八幡神社
産土八幡神社（うぶすなはちまんじんじゃ）は、神奈川県足柄下郡湯河原町城堀にある神社。旧社格は村社。現在は五所神社の兼務社となっている。

## 祭神
主祭神
- 誉田別命（応神天皇）(ホムダワケ)[2]。

## 歴史
1108年（天仁元年）創立と伝えられるがその他の古い出来事については明らかでない。境内に二つある鳥居のうち、古い方には貞享4年（1687年）丁卯9月とある。また、棟札によって1852年（嘉永5年）	には改築されていることがわかり、棟札の墨書から立正八幡宮と呼ばれていたことがわかる。1873年（明治6年）7月30日に村社となる。1931年（昭和6年）7月に境内の拡張があり、これにあわせて社殿は草葺であったものを亜鉛版葺とした。また、同年11月13日に神饌幣帛料供進神社に指定された。1960年（昭和35年）9月には社殿を瓦葺とした。1967年（昭和42年）5月には新しい鳥居が追加された。

## 境内

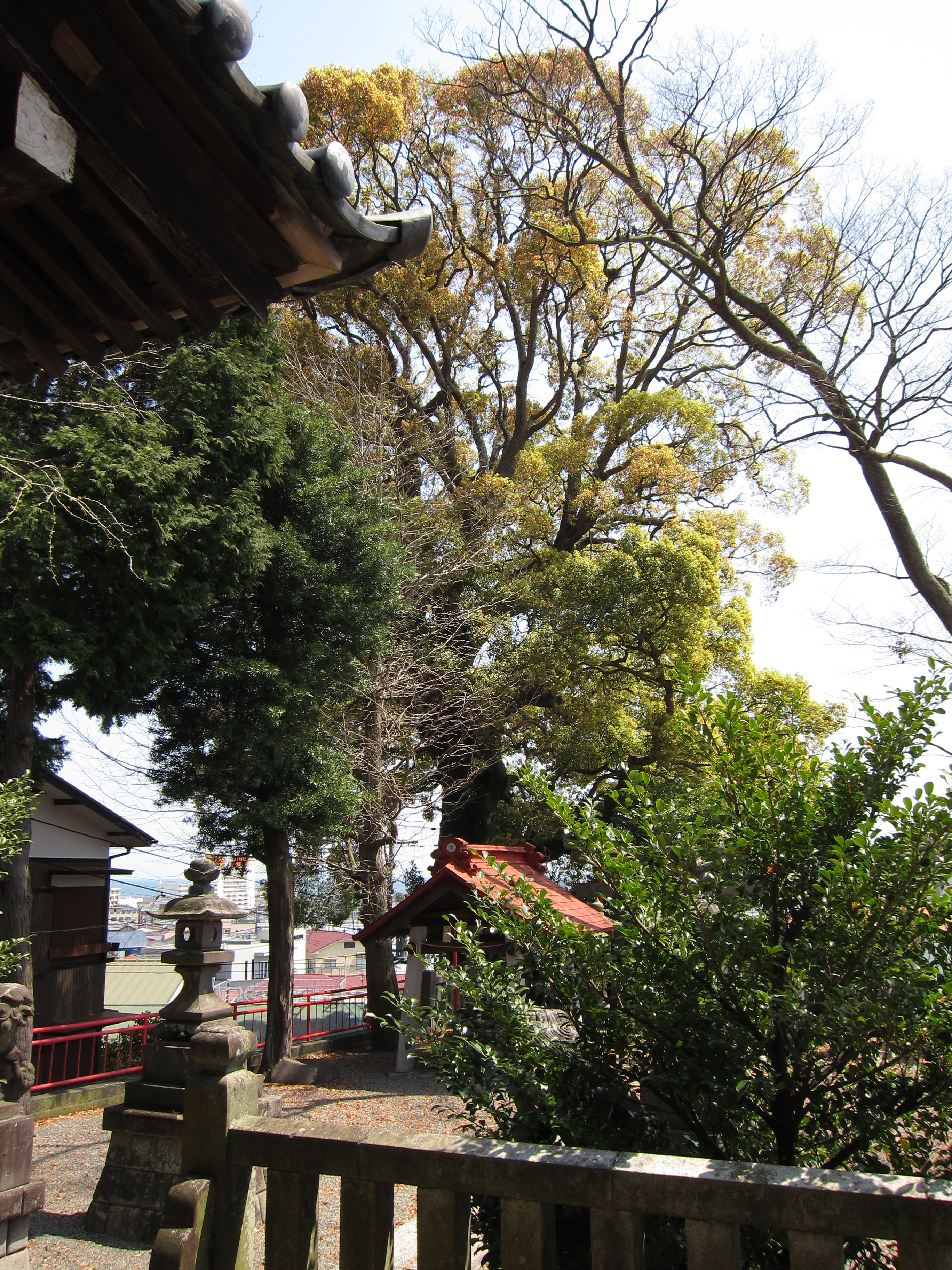
拝殿より見た楠

1930年発行の『湘南五郷の史蹟を訪ねて』には「境内は数百年を経た老樹鬱蒼として神さび、えもいはれない幽趣ある地である。」と紹介されており、この「老樹」のひとつが神社の石段の右手にある推定年齢600年の木として現在も残っており、「産土八幡神社の楠」として1997年（平成9年）5月1日に湯河原町指定の天然記念物に指定された。

## 現地情報
所在地
- 神奈川県足柄下郡湯河原町城堀216

交通アクセス
- 最寄駅：JR東海道本線湯河原駅下車後、徒歩4分。